# Wiener Linien
Wiener Linien GmbH & Co KG (viết tắt WL, tên gốc Wiener Stadtwerke-Verkehrsbetriebe (tiếng Việt: Nhà máy phục vụ giao thông Wien) là một công ty giao thông của thành phố Viên và một phần của Tổng công ty cổ phần các nhà máy phục vụ công cộng Wien.

## Về công ty
Công ty Wiener Linien hiện giờ (2007) có 7772 nhân viên, khoảng 400 người ít hơn so với năm trước. Năm 2007 793 triệu khách được chở, vì vậy từ những năm 1970 số khách được tăng lên và số khách hàng hơn số năm 2005 khoảng 50 triệu. Số người có vé năm tăng lên đến 334577 người, khoảng một phần ba là người đã nghỉ hưu. 24 phần trăm là sinh viên. Tiền lãi 2994 được tăng lên một ít đến 345,2 triệu Euro. Ở Wien 36 phần trăm đường đi được đi qua những phương tiện giao thông công cộng, so với Châu Âu đó là số cao nhất. Công ty Wiener Linien GmbH, một phần của Wiener Linien GmbH & Co KG, là chủ của Công ty cổ phần tàu địa phương Wien (tiếng Đức: Aktiengesellschaft der Wiener Lokalbahnen).

## Hệ thống đường xe (2007)
Độ dài của đường xe là độ tổng dài của độ dài mỗi đường xe, lúc khi có nhiều xe tàu điện đi cùng trên một đường cùng nhau số lượng của mỗi xe sẽ cũng được tính. Còn độ dài của đường dùng nói ra là bao nhiêu đường được dùng, tức là không có lần tính nhiền lần.
Số khách của tàu điện ngầm đang được tăng lên rất nhiều và hệ thống được xây thêm, nhưng số khách của tàu điện lại ít đi chút và độ dài của đường xe cũng ít đi lại trong những năm cuối cùng (trước năm 2004 là 231,4 km, sau đó là 227,3 km). Độ dài hệ thống xe buýt đang cũng được tăng lên, và đướng xe buýt chủ yếu xây đến ngoài thành phố.
- 5 đường tàu điện ngầm với độ dài đường xe 65,1 km (65,7 km độ đài dùng, 69,3 km độ dài xây, 201,3 km độ dài tổng lại) và 476,7 triệu khách (hơn năm 2004 khoảng 50 triệu).
- 31 đường tàu điện với độ dài đường xe 227,3 km (179 km độ dài dùng, 181 km độ dài xây) và 200,4 triệu khách (ít hơn năm 2004 khoảng 7 triệu).
- 42 đường xe buýt ban ngày, 25 đường xe buýt ban đêm và 12 đường xe buýt taxi. Tổng lại có 669,1 km độ dài đường xe và 116 triệu khách (hơn năm 2004 khoảng 5 triệu)

Có đường xe buýt có công ty khác quản lý.
Số thường của những đường xe ban ngày chạy trong thời gian thừ 5 đến 0 giờ 30 phút. Lúc thời gian đi làm nhiều đường xe đi trong khoảng cách 2 đến 5 phút, lúc tiếng ban đêm tàu điện ngầm đi trong khoảng cách 7,5 phút, tàu điện và xe buýt trong khoảng cách 10 đến 15 phút. Trong thời gian 0:30 đến 5 giờ đường xe ban đêm chạy trong khoảng cách 15 đến 30 phút.
Theo giá cả công ty Wiener Linien kết hợp với Verkehrsbund Ost-Region (tắt VOR, tiếng Việt: Liên minh giao thông khu vục phía đông). Hệ thống của Wiener Linien hoàn toàn nằm ở trong khu vục chúng tâm (Khu vực 100).

### Tàu điện ngầm
Tên Tàu điện ngầm Wien (Wiener U-Bahn) có từ năm 1976, lúc khi một phần của Tàu thành phố Wien (Wiener Stadtbahn) thành một đường tàu điện ngầm và lúc khi tàu U4 bắt đầu đi. 4 đường tàu được xây tiếp theo trong những bậc mở rộng khách nhau, và trong những bậc đó đường tàu đã được và đang được mở rộng.
Tên của đường tàu
- U1 chạy từ Reumannplatz (Quảng trường Reumann) đến Leopoldau và ngược lại.
- U2 chạy từ Karlsplatz (Quảng trường Karl) đến Stadion (Sân vận động) và ngược lại.
- U3 chạy từ Ottakring đến Simmering và ngược lại.
- U4 chạy từ Heiligenstadt (Thành phố thần thánh) đến Hütteldorf (Làng Hüttel) và ngược lại.
- U6 chạy từ Floridsdorf (Làng Florid) đến Siebenhirten và ngược lại.

Hệ thống tàu điện ngầm Wien hiện giờ có 5 đường tàu (U1 đến U4 và U6), độ dài la 69,5 km và có 84 bến tàu.

### Tàu điện
Tàu điện Wien có từ năm 1865, lúc khi tàu ngựa đầu tiên bắt đầu đi. Những thời kỳ tiếp theo hệ thống lớn rất nhanh. Sau thời gian chiến tranh nhiều đường xe bỏ đi để thay cho giao thông ôtô hoạc tại vì không làm ăn được tốt thay cho xe buýt. Cả lúc xây tàu điện ngầm đường xe nào chạy cùng đường của tàu điện ngầm được bỏ đi. Nhưng hệ thống tàu điện của thành phố Wien vẫn là một trong những hệ thống lớn nhất thế giới. Hiện nay 31 đường xe đi trên một hệ thống đường dài 227,3 km. Cuối cùng trong những năm tiếp theo sẽ lại có đường xe được bỏ đi tại vì công trình mở rộng của tàu điện ngầm. Hiện giờ đang có dự án mở rộng hệ thống tàu điện và xây đường xe mới.

### Xe buýt
Hiện nay có 42 đường xe ban ngày và 27 đường xe ban đêm dùng khoảng 500 xe buýt để chạy trên một hệ thống dài khoảng 360 km. Hàng năm có khoảng 120 triệu khách. Mỗi đường xe có một số kèm theo với chữ A, để biết đây không phải tàu điện ngầm. Còn lại có cả những đường xe công ty khác quản lý, đa số là Công ty Dr. Richard, và trên đường xe đó vé của Wiener Linien được dùng. Những xe buýt đó có chữ B nếu khi hoàn toàn tự do và không được thuê.